# Contea di Hua'an
La contea di Hua'an (华安县S, Huá'ān XiànP) è una contea della Cina, situata nella provincia del Fujian.